# Rudolf von Neuenburg
Rudolf von Neuenburg (znany inaczej jako Rudolf II von Neuenburg lub Rudolf von Fenis; ur. ?, zm. przed 30 sierpnia 1196) – średniowieczny szwajcarski minnesinger, hrabia rodu von Neuenburg.
Fragment twórczości Rudolfa von Neuenbrga znajduje się w zbiorze Codex Manesse. Badacze dostrzegają w utworze poety inspiracje średniowiecznymi dziełami prowansalskich trubadurów.